# Feuguerolles
Feuguerolles è un comune francese di 172 abitanti situato nel dipartimento dell'Eure nella regione della Normandia.

## Storia

### Simboli
I due leoni d'oro in campo rosso sono l'emblema della Normandia; la felce (in francese fougère) ha assonanza con il nome del comune.

## Società

### Evoluzione demografica
Abitanti censiti